# پال مک‌کریدی
پال مک‌کریدی (به انگلیسی: Paul B. MacCready) (۲۹ سپتامبر ۱۹۲۵–۲۸ اوت ۲۰۰۷) یک مهندس هوانوردی آمریکایی بود. او بنیانگذار شرکت آیروویرومنت (AeroVironment) و طراح یک هواپیمای سرنشین‌دار بود که برنده اولین جایزه کرمر (Kremer prize) شد. مک‌کریدی زندگی خود را وقف توسعه وسایل نقلیه حمل و نقل کارآمدتر کرد که می‌توانستند با صرف انرژی کمتر، کار بیشتری انجام دهند. وی در سال ۱۹۷۱ شرکت ارووایرونمنت را تأسیس کرد.